# Iberê Cavalcanti
Iberê Cahiuby Vianna Cavalcanti (Rio de Janeiro, 26 de março de 1935) é um cineasta brasileiro.

## Biografia
De 1955 a 1958 fez curso de interpretação na Fundação Brasileira de Teatro, onde foi aluno de Adolfo Celi, Dulcina de Morais e Maria Clara Machado.
Na Europa entre 1959 e 1962, trabalhou na RTF de Paris e na BBC de Londres. Na América Latina no início dos anos 1960, trabalhou com documentários e curtas-metragens.
Voltou ao Rio de Janeiro em 1967. Em parceira com Sérgio Muniz, filmou o curta O Que Minas Faz e criou a produtora Ser-Cine. Foi produtor em filmes como El Justicero, de Nelson Pereira dos Santos (1967), Amor e traição de Pedro Camargo, Boi de Prata de Carlos Augusto Ribeiro Jr (1973). Ligado à Jornada de Cinema da Bahia, foi um dos fundadores e primeiros dirigentes da Associação Brasileira de Documentaristas.
Seu longa de estreia A Virgem Prometida é uma alegoria em forma de comédia dramática. Um Sonho de Vampiro é uma comédia de terror. A Força de Xangô é um registro ficcionalizado de rituais afro-brasileiros. Seu mais recente filme, Terra de Deus, é uma adaptação do conto A Enxada, do escritor goiano Bernardo Élis.

## Filmografia como diretor
- 2000: Terra de Deus (longa)Prêmio: Melhor Filme em: 17ºFestival de Cinema de Natal(RN)Brasil; 1º Festival de Cinema de Maringá (PR) Brasil
- 1984: Corpo a Corpo, Todos os Sonhos do Mundo (longa)Prêmio: Melhor Filme em Festiva de Cinema do Rio de Janeiro, 1984
- 1977: O Dia Marcado (longa)
- 1977: A Força de Xangó (longa)Prêmio de Melhor Filme etnográfico no Festival Internacional do Panamá, 1977
- 1969: Um Sonho de Vampiro (longa) Representante do Brasil no Festival do Filme de Terror de Sitges, Espanha, 1970
- 1968: A Virgem Prometida (longa)Representante do Brasil no Festival de Mar del Plata, Argentina, 1968
- 1968: O Que Minas Faz (curta, produção alemã)
- 1965: Plakat (média-metragem, produção alemã)
- 1965: Samba (média, produção alemã)
- 1966: Los Safiros und die Leipziger (média, produção alemã)
- 1964: La Fuga (curta, produção cubana)
- 1963: Pueblo por pueblo (curta, produção cubana)
- 1964: Freedom (média, produção cubana) Prêmio "Joris Yvens" no Festival de Cinema de Leipzig, 1965